# Alain Gomis
Alain Gomis (6 de março de 1972) é um cineasta e roteirista franco-senegalês. Em 2017, tornou-se conhecido pelo trabalho no filme Félicité, pré-indicado à edição do Oscar 2018 de melhor filme estrangeiro.

## Filmografia
- Aujourd'hui (2012)
- Félicité (2017)